# Yenişehir (Bursa)
Yenişehir ist eine Stadt im gleichnamigen Landkreis der türkischen Provinz Bursa und gleichzeitig ein Stadtbezirk der 1986 geschaffenen Büyükşehir belediyesi Bursa (Großstadtgemeinde/Metropolprovinz). Die Stadt liegt etwa 50 Kilometer östlich des Zentrums von Bursa. Die im Stadtsiegel abgebildete Jahreszahl 1871 dürfte auf das Jahr der Erhebung zur Gemeinde (Belediye/Belde) hinweisen.
Der Landkreis liegt im Osten der Provinz. Er grenzt im Süden an İnegöl, im Westen an Kestel und Gemlik, im Norden an Orhangazi und İznik sowie im Osten an die Provinz Bilecik. Die Stadt liegt an der Verbindungsstraße D 160 von Bursa nach Bilecik, die hier von der D 595 gekreuzt wird. Durch den Landkreis und südlich an der Stadt vorbei fließt der Fluss Göksu Çayı, der weiter östlich in den Sakarya, den antiken Sangarius, mündet. Im Norden des Kreises liegt der südliche Teil des Gebirges Katırlı Dağları. Etwa fünf Kilometer westlich des Zentrums befindet sich der Flughafen Bursa-Yenişehir (türkisch Bursa Yenişehir Havalimanı).

## Sehenswürdigkeiten

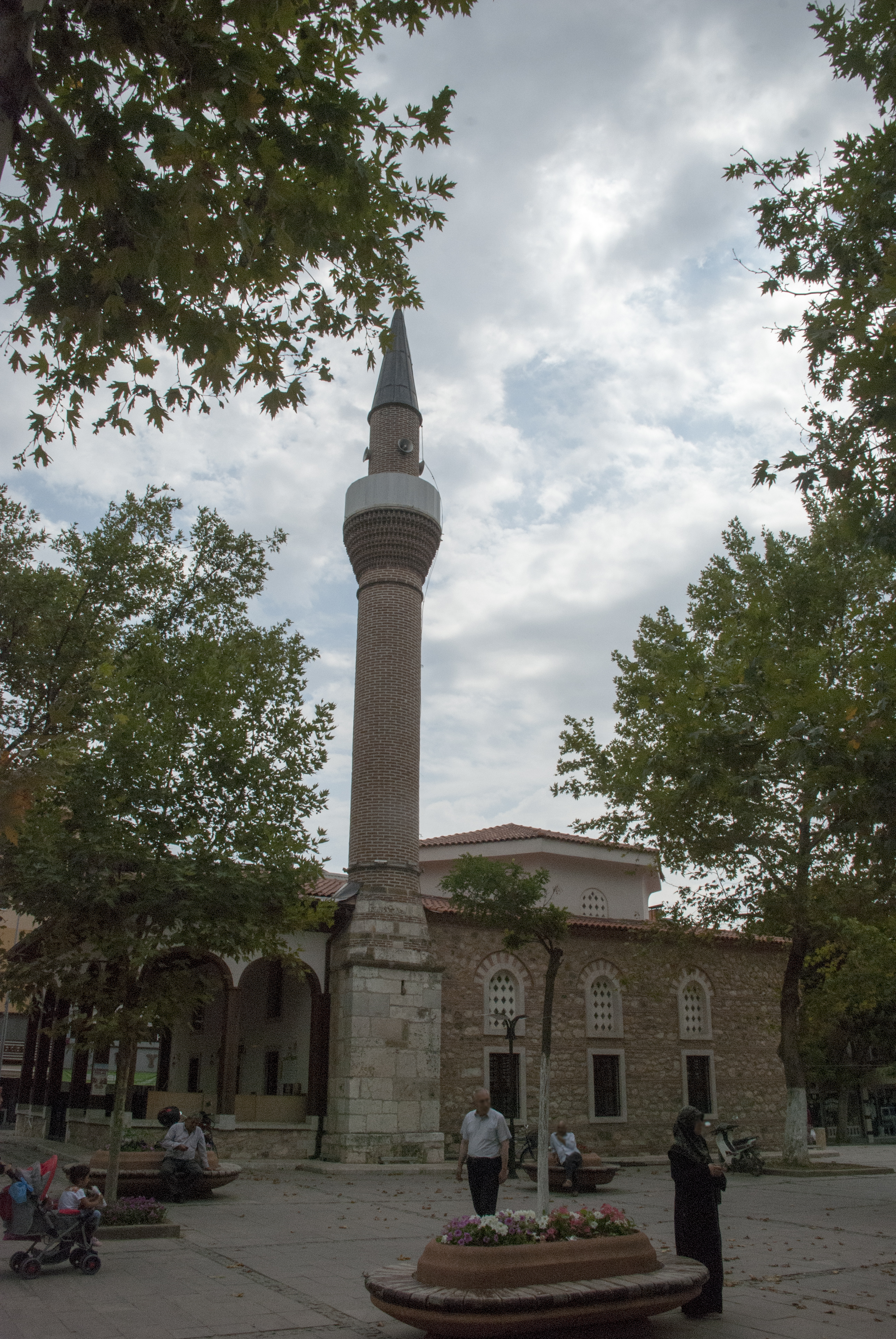
Die Yoyvoda-Moschee in Yenişehir

Beim Dorf Menteşe (jetzt ein Mahalle), etwa zehn Kilometer westlich des Zentrums von Yenişehir, liegt der vorgeschichtliche Siedlungshügel Menteşe Höyük.

## Persönlichkeiten
- Mehmet Ayaz (Fußballspieler, Januar 1982) (* 1982), türkischer Fußballspieler